# Лотовка
Лотовка (укр. Лотівка) — село в Шепетовском районе Хмельницкой области Украины.
Население по переписи 2001 года составляло 393 человека. Почтовый индекс — 30453. Телефонный код — 3840. Занимает площадь 129 км². Код КОАТУУ — 6825584101.

## Местный совет
30453, Хмельницкая обл., Шепетовский р-н, с. Лотовка